# Cusanus trägergesellschaft trier

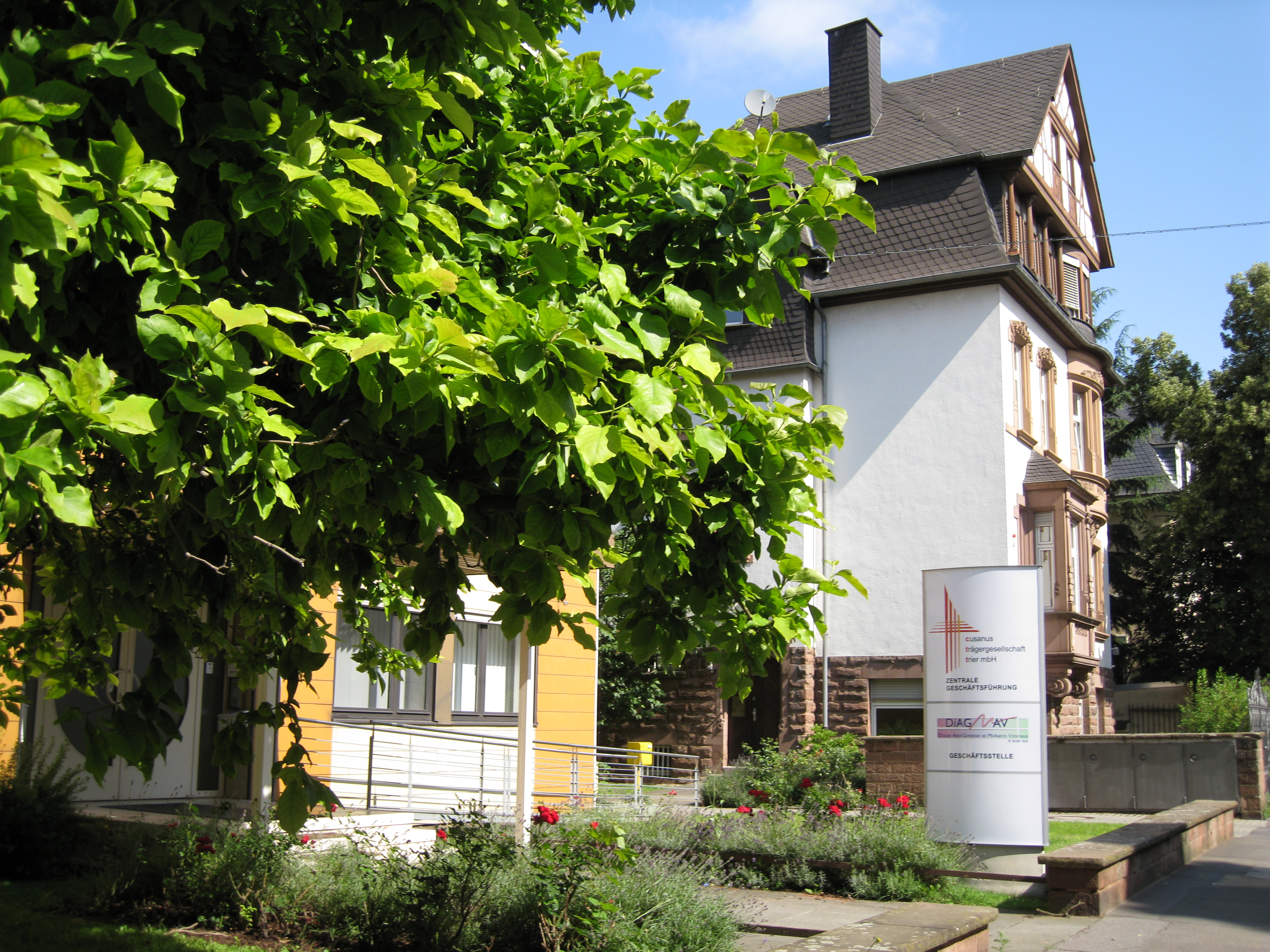
Die ctt-Zentrale in Trier

Die cusanus trägergesellschaft trier mbH (ctt) ist ein kirchliches Gesundheits- und Sozialunternehmen mit Sitz in Trier. Mit seinen rund 2.600 Mitarbeitern (umgerechnet auf Vollzeitkräfte) unterhält der kirchliche Träger Einrichtungen in drei Bundesländern (der Schwerpunkt liegt in Rheinland-Pfalz und im Saarland). Die ctt mbH ist korporatives Mitglied des Caritasverbandes für die Diözese Trier und ein Unternehmen der Hildegard-Stiftung Trier.

## Geschichte
Das Unternehmen wurde im Jahr 1987 auf Initiative des Trierer Bischofs Hermann Josef Spital († 2007) als caritas trägergesellschaft trier e.V. gegründet. Die ctt war bis Juni 2009 ein eingetragener, gemeinnütziger Verein. Im Juni 2009 wurde der e.V. in eine GmbH überführt und heißt seitdem cusanus trägergesellschaft trier mbH, wobei die Abkürzung ctt beibehalten wurde.

### „Doerfert-Affäre“
Unter dem Manager Hans-Joachim Doerfert entstand innerhalb eines Jahrzehntes ein Konzern mit 42 Institutionen, 9.000 Mitarbeitern und 500 Mio. Euro Jahresumsatz. Im Zusammenhang mit Ermittlungen wegen Betrugs und Untreue in 58 Fällen wurde Doerfert 1999 verhaftet und zunächst vom Landgericht Koblenz zu sieben Jahren, dann vom Landgericht München zu zehn Jahren Freiheitsstrafe verurteilt. Durch die kriminellen Machenschaften der Konzernspitze gingen 50 Mio. Euro verloren. Dadurch geriet der Gesundheitskonzern in eine wirtschaftliche Schieflage.
In der Folge der „Doerfert-Affäre“ und der strafrechtlichen Verfolgung der damaligen Vorstandsmitglieder wurde die Vereinssatzung des ctt e.V. geändert. Die geänderte Satzung beinhaltete nun effektivere Kontrollmöglichkeiten durch einen Aufsichtsrat mit weitgehenden Kompetenzen. Der Verein wurde nach der neuen Satzung durch einen dreiköpfigen Vorstand geführt, der durch die Mitgliederversammlung für die Dauer von fünf Jahren berufen wurde.
Die durch die „Doerfert-Affäre“ entstandene finanzielle Schieflage konnte ein Bündnis kirchlicher Träger beseitigen. Das Bündnis kirchlicher Einrichtungsträger (Franziskanerinnen von der allerseligsten Jungfrau Maria von den Engeln, Barmherzige Brüder von Maria Hilf Trier u. a.) setzte sich ab 2003 für die Stabilisierung der ctt ein, deren Abschluss 2009 die formwechselnde Umwandlung in eine GmbH bildete.

## Aktivitäten
Die ctt ist in folgenden Bereichen aktiv:
- Akutkrankenhäuser: Cusanus-Krankenhaus Bernkastel-Kues, St.-Clemens-Hospital Geldern, Caritas-Krankenhaus Lebach und St. Elisabeth-Krankenhaus Wittlich
- 17 Alten- und Pflegeheime
- Gelderland-Klinik (Reha-Klinik) in Geldern
- MVZ in Bernkastel-Kues und Geldern
- Jugendhilfezentrum in Aach
- 3 Aus- und Weiterbildungszentren

Über die Tochtergesellschaft ctt Reha-Fachkliniken GmbH gehören weitere Rehabilitationseinrichtungen in Bad Bergzabern, Bad Kreuznach und Weiskirchen zur ctt.